# Tenancingo
Tenancingo, México é um município do estado do México, no México.